# Camissonia parvula
Camissonia parvula är en dunörtsväxtart som först beskrevs av Thomas Nuttall, John Torrey och A. Gray, och fick sitt nu gällande namn av John Earle Raven. Camissonia parvula ingår i släktet Camissonia och familjen dunörtsväxter. Inga underarter finns listade i Catalogue of Life.

## Bildgalleri

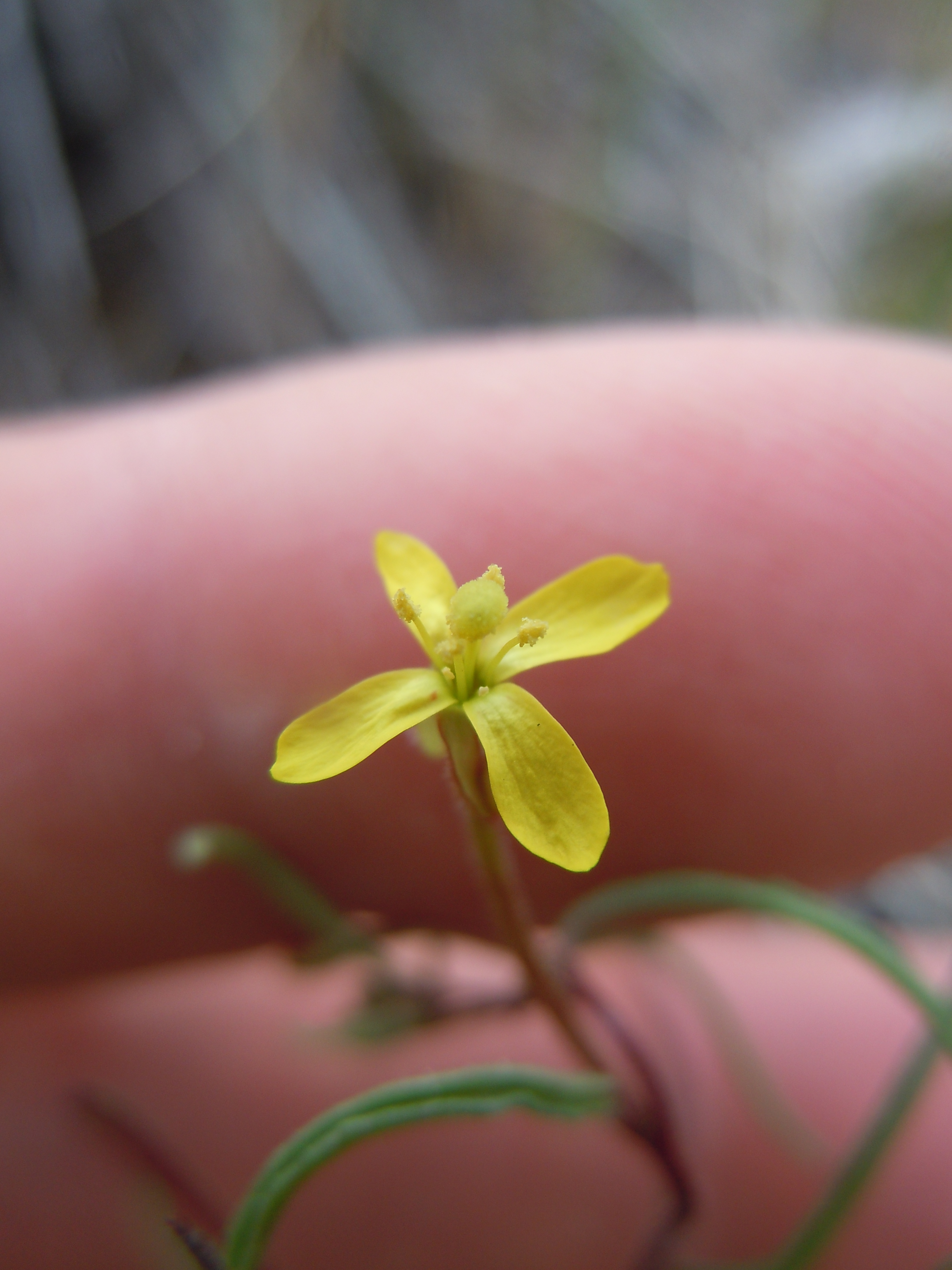
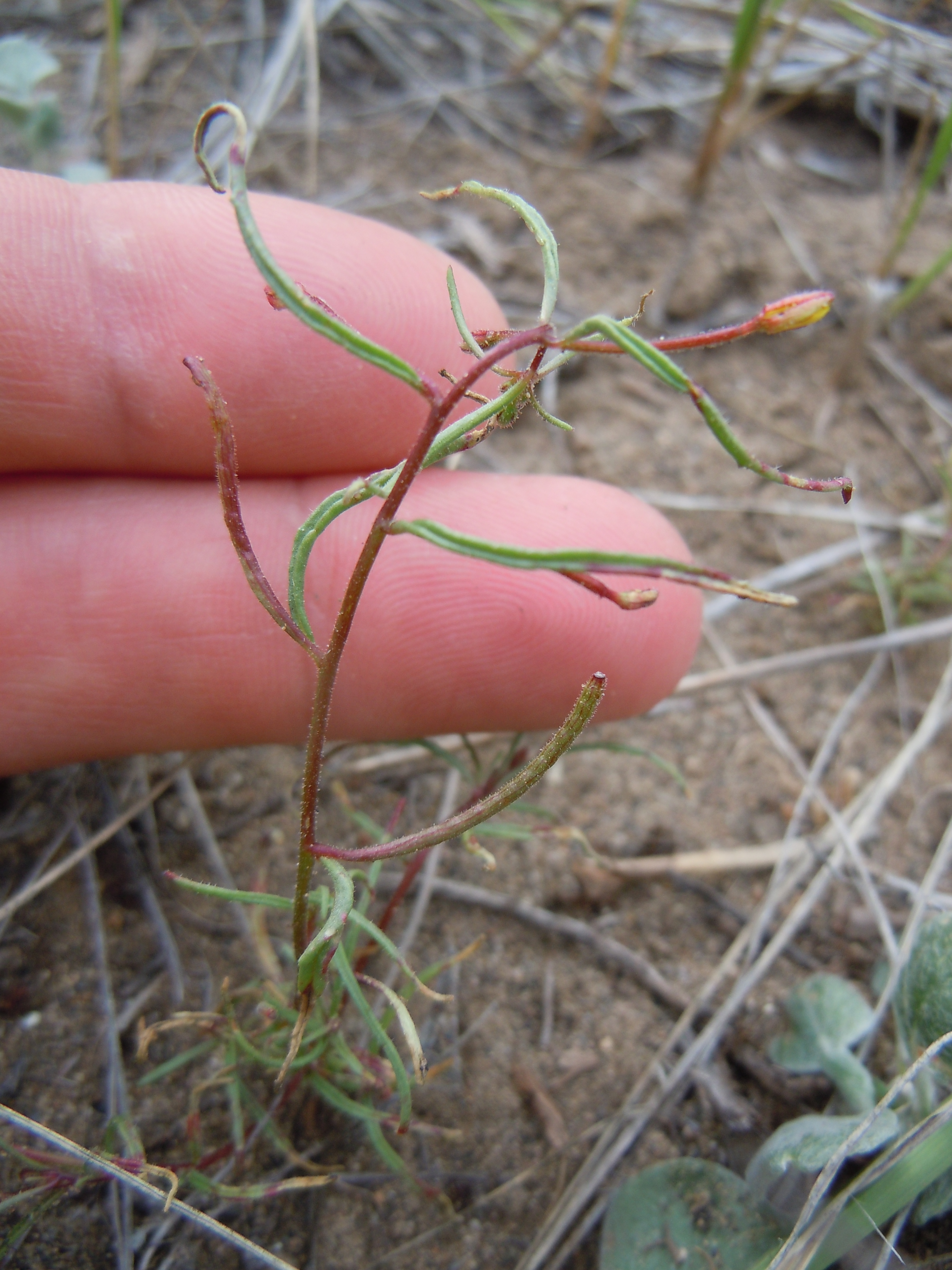
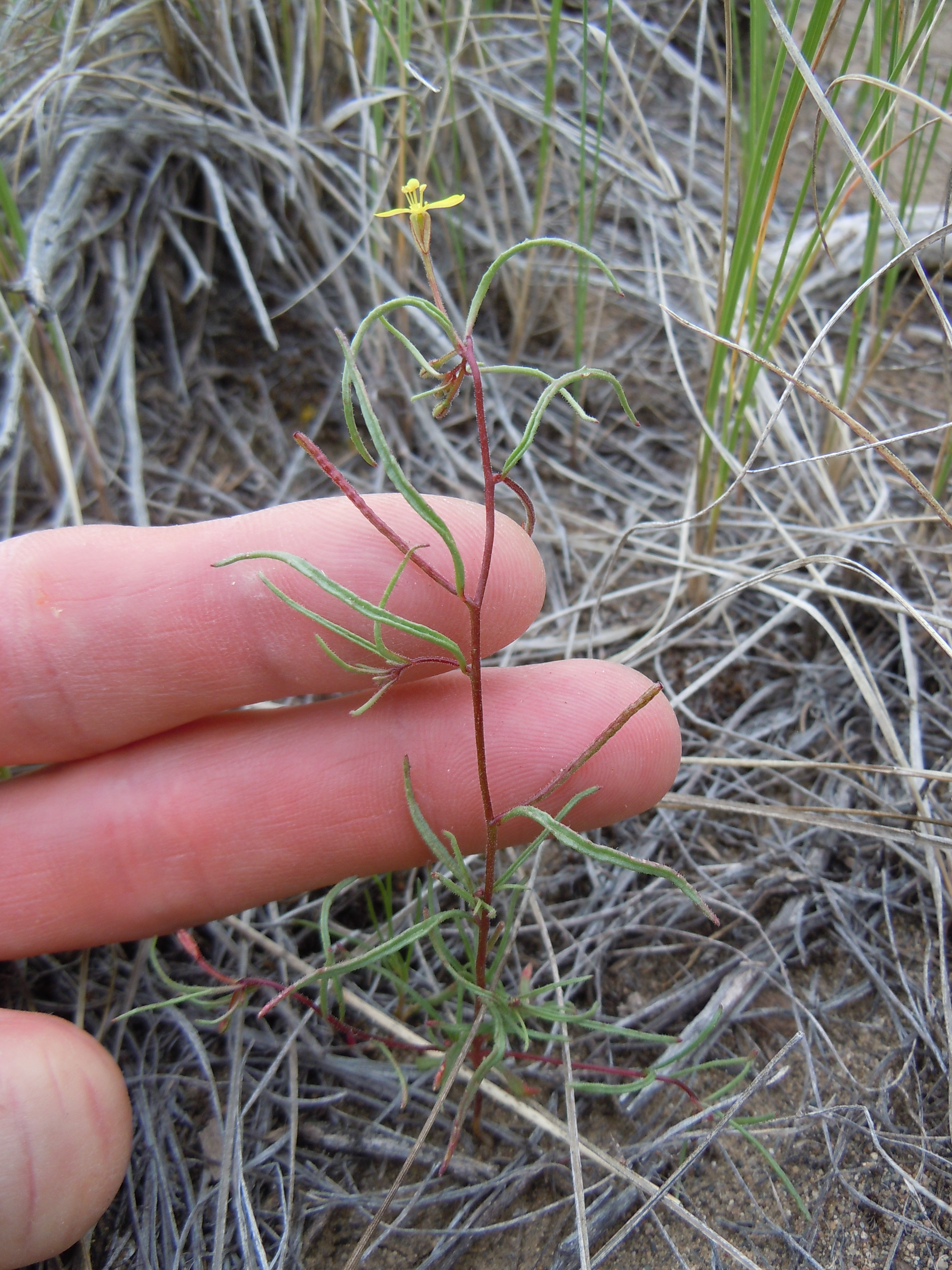
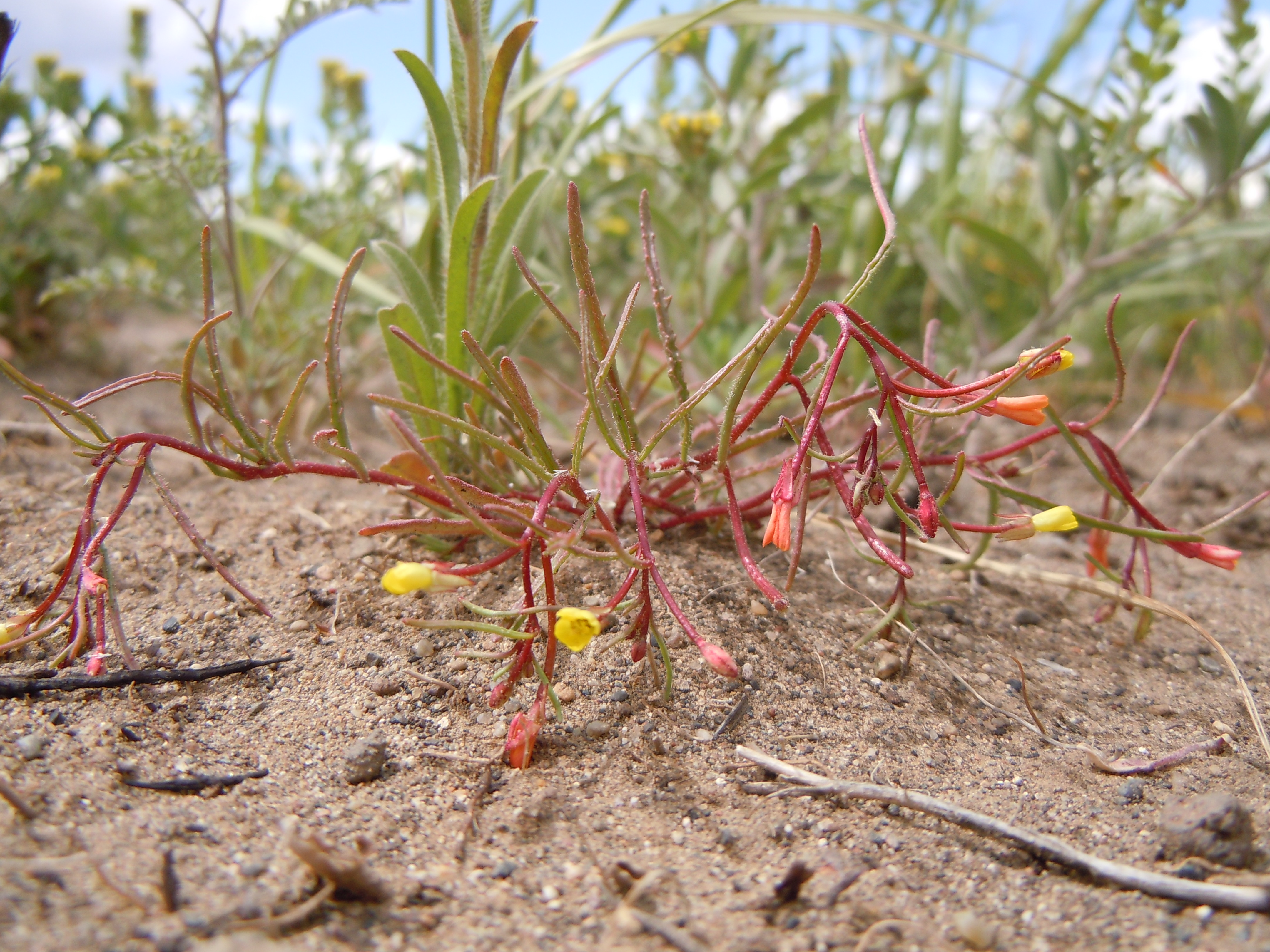
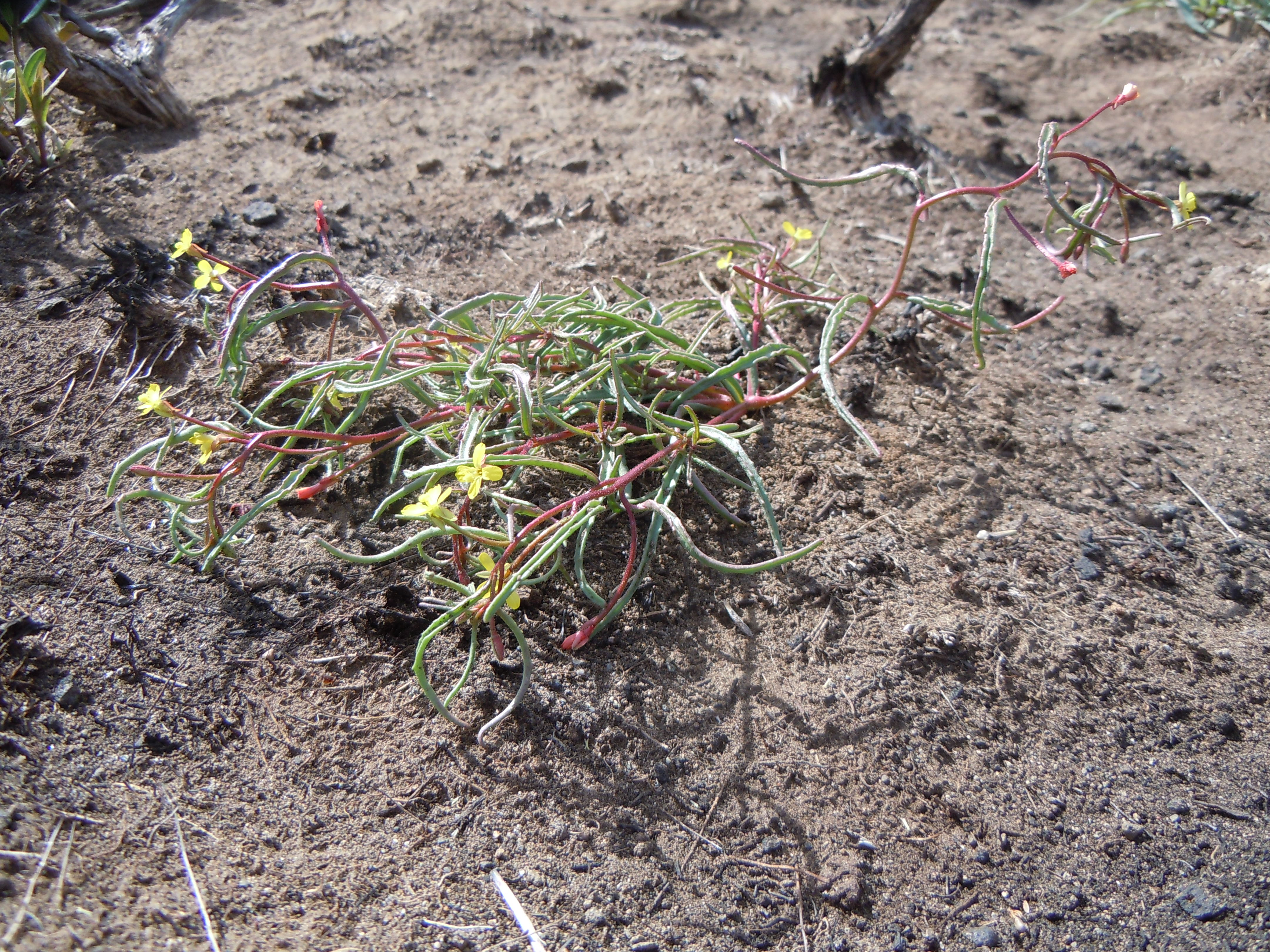